# Wilhelm Gesenius

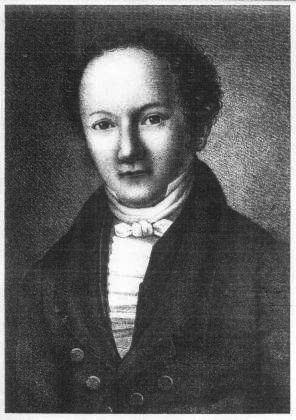
Wilhelm Gesenius

Heinrich Friedrich Wilhelm Gesenius  (ur. 3 lutego 1786 w Nordhausen; zm. 23 października 1842 w Halle) – niemiecki teolog ewangelicki, orientalista, znawca kultury i historii Bliskiego Wschodu i jeden z najwybitniejszych znawców starych języków, szczególnie języka hebrajskiego.

## Życiorys
Do 1803 roku uczęszczał  do gimnazjum w Helmstedt po czym rozpoczął studia teologiczne, filozoficzne i filologiczne na uniwersytecie w  Helmstedt  u Heinricha Henke. W 1806 roku został tam doktorem  teologii i filozofii broniąc pracę Ovids Fasti. Oprócz nauki języków klasycznych poświęcił się interpretacji Starego Testamentu. Poprzez zainteresowanie językiem hebrajskim, które ujawniło się już w gimnazjum, zainteresował się także innymi pokrewnymi językami. W 1806 roku pracował jako privatdozent i repetent na uniwersytecie w Getyndze. Nie widząc szans na dalszą karierę w Getyndze od marca 1809 roku pracował jako profesor w gimnazjum (obecnie  Johann-Georg-Lingemann-Gymnasium) w Heiligenstadt. W 1810 roku został profesorem nadzwyczajnym a w 1811 roku profesorem zwyczajnym  na uniwersytecie w Halle i prowadził katedrę teologii. Dzięki jasnym i interesującym wykładom  miał wielu słuchaczy, do których należeli  między innymi Peter von Bohlen, E.T.A. Hoffmann, Hermann Hupfeld, Justus Olshausen, Johann Christian Friedrich Tuch, Johann Karl Wilhelm Vatke, Rudolf Haym i inni. Odrzucił propozycje podjęcia pracy na uniwersytetach w  Getyndze, Wrocławiu i Oxfordzie. Dopiero jego zainteresowanie Starym Testamentem i orientalistyką przyniosło mu reputację jednego z najwybitniejszych uczonych tego okresu. 
Był członkiem Königlich Preußischer Konsistorialrat (Królewsko-Pruski Konsystorz), Berlińsko-Brandenburskiej Akademii Nauk, Société asiatique w Paryżu, Royal Asiatic Society, Cambridge Philosophical Society.
W roku 1820 i 1835 odbył podróże naukowe do Francji, Anglii i Holandii podczas których nawiązał kontakty z wysoko postawionymi osobami.

## Znaczenie
Jego badanie języka hebrajskiego uchodzi za przełomowe. Zalicza się do pierwszych, którzy badali języki semickie z naukowym podejściem. Jako umiarkowany racjonalista znalazł się w opozycji w stosunku do współczesnego mu podejścia do języka hebrajskiego, który uznawano za święty. Jego zdaniem język hebrajski jest normalnym ludzkim językiem, dokładnie językiem semickim a nie tylko językiem Pisma Świętego.  Uważał, że  wytłumaczenie takich zjawisk językowych jak homonimy czy homografy należy szukać w innych językach a zwłaszcza w języku arabskim.  Do opisu językowej postaci Starego Testamentu utworzył trzy formy: leksykografię, gramatykę i komentarze. Jego główne dzieła  Hebräische Grammatik (1813)  i Hebräische und aramäische Handwörterbuch über das alte Testament (1812) w niezmienionej wersji wydawane były jeszcze na początku XX wieku. W 1909 roku ukazało się nowe 28 wydanie jego  Hebräische Grammatik  opracowane przez Emila Kautzscha, które w 1910 roku zostało przetłumaczone na język angielski przez Arthura Ernesta Cowleya.  W 2008 roku ukazało się 18 wydanie  Hebräische und aramäische Handwörterbuch über das alte Testament  opracowane przez Herberta Donnera. 
Obszerna wiedza historyczna, archeologiczna i znajomość historii religii zapewniła jego dziełom dodatkowe uznanie.  Jako pierwszy badał także język fenicki i punicki przez co może być uważanym za twórcę  północno-zachodniej filologii  semickiej. Badał także kulturę, historię i religię Samarytan. Wynikiem tych prac było opracowanie tekstów Pięcioksięgu samarytańskiego. Z powodzeniem zajmował się także rozszyfrowaniem pisma  południowoarabskiego. Należy jeszcze wspomnieć jego badania dotyczące topografii i archeologii Palestyny. Z jego prac korzystał również Jean-François Champollion podczas prac przy  tłumaczeniu hieroglifów.
Mimo licznych podróży i pracy w Halle nie zapominał o swojej rodzinnej miejscowości Nordhausen. W 1824 roku podarował miejscowemu gimnazjum (obecnie Wilhelm-von-Humboldt-Gymnasium) z okazji 300-lecia wydane swoje dzieła z własnoręcznymi autografami.
Dla uczczenia jego pamięci w auli uniwersytetu w Halle postawiono 2 kwietnia 1850 roku jego popiersie wykonane przez Ernsta Rietschela, gdzie stoi do dziś.
Jego grób znajduje się na cmentarzu Stadtgottesacker w Halle (kwatera I, grób 227).

## Pisma (wybór)
- Symbolae observationum in Ovidii fastos, novae Fastorum editionis specimen. Dissertation Göttingen 1806
- Versuch über die maltesische Sprache. 1810
- Hebräisch-deutsches Handwörterbuch über die Schriften des Alten Testaments mit Einschluß der geographischen Nahmen und der chaldäischen Wörter beym Daniel u. Esra. 2 Tle., 1810/1812
- Hebräische Grammatik. 1813. 28. Aufl. Leipzig 1909,. Neudruck: Hildesheim 1983, Georg Olms Verlag, ISBN 3-487-00325-2
- Neues Hebräisch-deutsches Handwörterbuch über das Alte Testament mit Einschluß des biblischen Chaldaismus. Leipzig 1815, ab 10. Aufl. 1886: Hebräisches und Aramäisches Handwörterbuch über das Alte Testament., 18 wydanie, Berlin 2008, Springer Verlag, ISBN 3-540-78599-X
- Hebräisches Lesebuch. 1814, 7. Aufl. 1844
- Geschichte der hebräischen Sprache und Schrift. 1815,
- De pentateuchi Samaritani origine, indole et auctoritate commentatio philologico-critica. Halle 1815,
- Hebräisches Elementarbuch. 1813
- Ausführliches grammatisch-kritisches Lehrgebäude der hebräischen Sprache. Mit Vergleichung der verwandten Dialekte. 1817
- Der Prophet Jesaia, übersetzt und einem philologisch-kritischen und historischen Kommentar begleitet. 3 T., 1820 f.
- Paläolographische Studien über phönizische und punische Schrift. 1835
- Scripturae linguaeque Phoeniciae monumenta quotquot supersunt edita et inedita ad autographorum optimorumque exemplorum fidem. 3 Teile, Leipzig 1837